# Legia Tennis Centre
Il Legia Tennis Centre è un complesso tennistico che si trova a Varsavia, in Polonia. Ospita ogni anno il Warsaw Open.
Il campo centrale ha una capienza di 4.000 posti a sedere. 